# Brebu Mânăstirei
Brebu Mânăstirei – wieś w Rumunii, w okręgu Prahova, w gminie Brebu. W 2011 roku liczyła 3134 mieszkańców.